# Aristeionprijs
De Aristeionprijs was een Europese literatuurprijs, die van 1990 tot en met 1999 jaarlijks werd uitgereikt in de Culturele hoofdstad van Europa.
Er bestond zowel een prijs voor hedendaagse schrijvers als een prijs voor vertalers.

## Winnaars

### European Literary Prize
| Jaar | Plaats       | Schrijver                                                            | Werk                                 |
| ---- | ------------ | -------------------------------------------------------------------- | ------------------------------------ |
| 1990 | Glasgow      | Jean Echenoz (Frankrijk)                                             | Lac (NL vertaling: Meer)             |
| 1991 | Dublin       | Mario Luzi (Italië)                                                  | Frasi e Incisi di un Canto Salutare  |
| 1992 | Madrid       | Manuel Vázquez Montalbán (Spanje)                                    | Galíndez                             |
| 1993 | Antwerpen    | Cees Nooteboom (Nederland)                                           | Het volgende verhaal                 |
| 1994 | Lissabon     | Juan Marsé (Spanje)                                                  | El embrujo de Shanghai               |
| 1995 | Luxemburg    | Herta Müller (Duitsland)                                             | Herztier                             |
| 1996 | Kopenhagen   | Salman Rushdie (Verenigd Koninkrijk) Christoph Ransmayr (Oostenrijk) | The Moor's Last Sigh Morbus Kitahara |
| 1997 | Thessaloniki | Antonio Tabucchi (Italië)                                            | Sostiene Pereira                     |
| 1998 | Stockholm    | Hugo Claus (België)                                                  | De Geruchten                         |
| 1999 | Weimar       | José Hierro (Spanje)                                                 | Cuaderno de Nueva York               |

### European Translation Prize
| Jaar | Plaats       | Vertaler                                   | Werk                                                           |
| ---- | ------------ | ------------------------------------------ | -------------------------------------------------------------- |
| 1990 | Glasgow      | Michael Hamburger (United Kingdom)         | Paul Celan: Poems of Paul Celan                                |
| 1991 | Dublin       | Frans van Woerden (Nederland)              | Louis-Ferdinand Céline: De Brug van Londen - Guignol's Band II |
| 1992 | Madrid       | Sokrates Kapsaskis (Griekenland)           | James Joyce: Ulysses                                           |
| 1993 | Antwerpen    | Françoise Wuilmart (België)                | Ernst Bloch: Das Prinzip Hoffnung                              |
| 1994 | Lissabon     | Giovanni Raboni (Italië)                   | Marcel Proust: À la Recherche du Temps Perdu                   |
| 1995 | Luxemburg    | Dieter Hornig (Oostenrijk)                 | Henri Michaux: Un barbare en Asie                              |
| 1996 | Kopenhagen   | Thorkild Bjørnvig (Denemarken)             | Rainer Maria Rilke: Udsat på hjertets bjerge                   |
| 1997 | Thessaloniki | Hans-Christian Oeser (Duitsland/ Ierland*) | Patrick McCabe: The Butcher Boy                                |
| 1998 | Stockholm    | Miguel Sáenz (Spanje)                      | Günter Grass: Ein weites feld                                  |
| 1999 | Weimar       | Claus Bech (Denemarken)                    | Flann O'Brien: The Third Policeman                             |